# Анита Хинриксдоуттир
Ани́та Хи́нриксдоуттир (исл. Aníta Hinriksdóttir; род. 13 января 1996, Рейкьявик, Исландия) — исландская легкоатлетка, специализирующаяся в беге на 800 метров. Бронзовый призёр чемпионата Европы в помещении 2017 года. Чемпионка Европы среди юниоров (2013). Чемпионка мира 2013 года среди девушек. Многократная чемпионка Исландии.

## Биография
Родилась и выросла в столице Исландии, Рейкьявике. Родители Аниты также были бегунами, а её тётя, Марта Эрнстдоуттир, установила несколько национальных рекордов на дистанциях от 5000 метров до марафона (не побиты до сих пор), а в 2000 году принимала участие в марафоне на Олимпийских играх в Сиднее, где заняла 45-е место.
Анита начала заниматься лёгкой атлетикой в 10 лет в клубе IR. Первое время она тренировалась со сверстниками и активно пробовала свои силы в различных легкоатлетических дисциплинах. Так, ей доводилось принимать участие в прыжках в длину и высоту, «гладком» и барьерном спринте, метаниях. Однако к 14 годам, когда она перешла к новому наставнику, Гуннару Паудлю Йоакимссону, стало очевидно, что наибольших успехов ей удастся достичь в беге на 800 метров. Анита стремительно прогрессировала, и уже в январе 2012 года, через несколько дней после своего 16-летия, установила свой первый взрослый рекорд Исландии — 2.05,96, что было почти на 4 секунды быстрее предыдущего достижения. Спустя полгода она приняла участие в чемпионате мира среди юниоров. Несмотря на то, что большинство участниц было старше неё на 2-3 года, ей удалось выйти в финал и занять там высокое четвёртое место. В предварительном забеге и полуфинале чемпионата она обновила свой же летний рекорд страны.
2013 год получился для Аниты по-настоящему триумфальным. Зимой она вышла в полуфинал чемпионата Европы в помещении, а летом выиграла все главные старты в которых участвовала. Три золота были выиграны на Играх малых государств Европы (400 метров, 800 метров, эстафета 4×400 метров), к ним добавились успехи и на юношеских стартах. Анита стала лучшей на чемпионате мира среди девушек до 18 лет, а затем выиграла континентальное первенство среди юниоров на своей коронной дистанции 800 метров. При этом золотая медаль на юношеском чемпионате мира стала первой в истории Исландии на легкоатлетических чемпионатах под эгидой ИААФ. По итогам года Европейская легкоатлетическая ассоциация вручила юной исландке приз «Восходящая звезда».
В 2014 году была предпринята вторая попытка стать чемпионкой мира среди юниорок. После очень быстрого первого круга, пройденного в финале за 56,33 секунды, Анита не смогла сохранить темп и сошла с дистанции за 90 метров до финиша. Исправлять ошибки пришлось уже на взрослом старте, но на чемпионате Европы в Цюрихе ей не удалось пройти дальше полуфинала.
Зимой 2015 года Анита установила рекорд Европы среди юниоров на дистанции 800 метров в помещении — 2.01,56. Этот результат был показан в полуфинале чемпионата Европы и позволил ей пробиться в решающий забег. В компании сильнейших бегуний Старого Света она финишировала на четвёртом месте с результатом 2.02,74.
В 2016 году участвовала в финалах чемпионата мира в помещении и чемпионата Европы, но не смогла вмешаться в борьбу за медали. На Олимпийских играх в Рио-де-Жанейро в беге на 800 метров установила новый национальный рекорд в предварительном забеге (2.00,14), но его оказалось недостаточно для прохода в полуфинал.
Первую медаль крупных взрослых соревнований завоевала в 2017 году, когда стала бронзовым призёром чемпионата Европы в помещении.

## Основные результаты
| Год  | Турнир                                | Место проведения          | Дисциплина       | Место       | Результат |
| ---- | ------------------------------------- | ------------------------- | ---------------- | ----------- | --------- |
| 2012 | Чемпионат мира среди юниоров          | Барселона, Испания        | 800 м            | 4-е         | 2.03,23   |
| 2013 | Чемпионат Европы в помещении          | Гётеборг, Швеция          | 800 м            | 11-е (1/2)  | 2.04,72   |
| 2013 | Игры малых государств Европы          | Люксембург, Люксембург    | 400 м            | 1-е         | 54,29     |
| 2013 | Игры малых государств Европы          | Люксембург, Люксембург    | 800 м            | 1-е         | 2.04,60   |
| 2013 | Игры малых государств Европы          | Люксембург, Люксембург    | эстафета 4×400 м | 1-е         | 3.40,97   |
| 2013 | Чемпионат мира среди юношей и девушек | Донецк, Украина           | 800 м            | 1-е         | 2.01,13   |
| 2013 | Чемпионат Европы среди юниоров        | Риети, Италия             | 800 м            | 1-е         | 2.01,14   |
| 2014 | Чемпионат мира в помещении            | Сопот, Польша             | 800 м            | — (заб.)    | DSQ       |
| 2014 | Чемпионат мира среди юниоров          | Юджин, США                | 800 м            | —           | DNF       |
| 2014 | Чемпионат Европы                      | Цюрих, Швейцария          | 800 м            | 11-е (1/2)  | 2.02,45   |
| 2015 | Чемпионат Европы в помещении          | Прага, Чехия              | 800 м            | 4-е         | 2.02,74   |
| 2015 | Игры малых государств Европы          | Рейкьявик, Исландия       | 800 м            | 2-е         | 2.09,10   |
| 2015 | Игры малых государств Европы          | Рейкьявик, Исландия       | 1500 м           | 1-е         | 4.26,37   |
| 2015 | Игры малых государств Европы          | Рейкьявик, Исландия       | эстафета 4×400 м | 1-е         | 3.44,31   |
| 2015 | Чемпионат Европы среди юниоров        | Эскильстуна, Швеция       | 800 м            | 3-е         | 2.05,04   |
| 2015 | Чемпионат мира                        | Пекин, Китай              | 800 м            | 20-е (заб.) | 2.01,01   |
| 2016 | Чемпионат мира в помещении            | Портленд, США             | 800 м            | 5-е         | 2.02,58   |
| 2016 | Чемпионат Европы                      | Амстердам, Нидерланды     | 800 м            | 8-е         | 2.02,55   |
| 2016 | Олимпийские игры                      | Рио-де-Жанейро, Бразилия  | 800 м            | 20-е (заб.) | 2.00,14   |
| 2017 | Чемпионат Европы в помещении          | Белград, Сербия           | 800 м            | 3-е         | 2.01,25   |
| 2017 | Чемпионат Европы среди молодёжи       | Быдгощ, Польша            | 800 м            | 2-е         | 2.05,02   |
| 2017 | Чемпионат мира                        | Лондон, Великобритания    | 800 м            | 37-е (заб.) | 2.03,45   |
| 2018 | Чемпионат мира в помещении            | Бирмингем, Великобритания | 1500 м           | 23-е (заб.) | 4.15,73   |